# Is Divorce a Failure?

Is Divorce a Failure? é um filme mudo do gênero drama produzido nos Estados Unidos e lançado em 1923. Talvez seja filme perdido.